# Archibald James Campbell
Archibald James Campbell (Melbourne, 18 februari 1853 – Melbourne, 11 september 1929) was een Australische ornitholoog. Hij was ambtenaar in dienst van de Australische douane maar werd vooral bekend als vogelkundige. Hij verwierf internationale bekendheid als natuuronderzoeker, auteur en natuurfotograaf en medeoprichter van de Royal Australasian Ornithologists Union. 

## Biografie
Campbell werd geboren in de wijk Fitzroy van Melbourne. Toen hij als 10-jarige bij zijn grootouders woonde westelijk van Melbourne in Werribee, ontstond zijn interesse in het kijken naar vogels en het verzamelen van eieren. In 1869 trad hij in ambtelijke dienst, drie jaar later kreeg hij een baan bij het Department of Trade and Customs. In 1914 verliet hij de overheidsdienst.
Al in zijn jeugd was hij actief in een plaatselijke vereniging voor veldbiologie (Field Naturalists' Club of Victoria) en schreef verslagen over nestelende vogels rond Melbourne. In 1896 bestond zijn eierverzameling uit 500 stuks. In 1901 behoorde hij tot de oprichters van de Australasian Ornithologists' Union. In 1909 werd hij de voorzitter en van 1928 tot 1851 was hij redacteur van het (nog steeds bestaande) tijdschrift Emu.
Hij trouwde in 1879 met Elizabeth Melrose Anderson en werd met haar vader van vijf kinderen. In 1915 werd hij weduwnaar en hertrouwde in 1916 met Blanche Ida Rose Duncan; zij kregen een zoon. Hij was actief in de Presbyterian Church en koorlid (tenor).

## Zijn werk en nalatenschap
In de jaren negentig van de negentiende eeuw schreef hij diverse artikelen over Australische vogels en maakte hij reizen door Australië, vaak onder ruige omstandigheden. Hij beschreef drie nieuwe soorten zoals de noordelijke harlekijndikkop (Falcunculus whitei) en 14 ondersoorten waaronder de zwartrugfluitvogel (Gymnorhina tibicen dorsalis).
- Australian Dictionary of Biography: campbell-archibald-james-5483
- Gemeinsame Normdatei: 117669423
- International Standard Name Identifier: 0000 0000 6318 7141
- Nationale bibliotheek van Australië: 35132538
- PIC: 287153
- Istituto Centrale per il Catalogo Unico: LO1V417039
- SNAC: w6sx7w9q
- Trove: 477626
- Virtual International Authority File: 45086239
- WorldCat: E39PBJwD4vyX9Xcqy8QW6JxqwC